# Ђорђе Поповић (генерал)
Ђорђе Поповић (Кумодраж код Београда, 27. новембар 1883 — Београд, 27. новембар 1958) био је артиљеријски официр Српске и дивизијски генерал Југословенске војске.

## Биографија
Рођен је 1883. године у Кумодражу.
Био је питомац 34. класе ниже и 21. класе више војне академије. Учесник је свих ратова које је Краљевина Србија водила од 1912. до 1918. године, углавном као припадник артиљеријских јединица.
Из ратова је изашао одликован двема медаљама Милоша Обилића, орденом Белог орла са мачевима и орденом француске Легије части.
По завршетку Првог светског рата био је на различитим положајима: од 7. октобра 1921. је био деловођа сталне испитне комисије за чин мајора, а од јула следеће године обављао је дужност у артиљеријској инспекцији. Године 1924. је постао командант артиљеријског пука Краљеве гарде. У току тридесетих година двадесетог века био је командант Вардарске и Дунавске дивизијске области.
По сопственој молби, пензионисан је у мају 1940. године.
Умро је на свој рођендан 1958. године и сахрањен је на кумодрашком гробљу.

## Унапређења
У чин:
- пуковника - указом Ађ.Бр. 34955 од дана 14. октобра 1924.

## Одликовања
Ђенерал Ђорђе Поповић, у периоду између два светска рата, одликован је следећим одликовањима:
- Орденом Карађорђеве звезде четвртог реда- дана 26. јануара 1928. поводом рођења краљевића Томислава.
- Орденом Југословенске круне четвртог реда- указом Ађ.Бр. 20811 од дана 6. септембра 1930.
- Орденом Светог Саве трећег реда- указом Ађ.Бр. 26005 од дана 17. децембра 1933.
- Орденом Светог Саве првог реда- дана 18. децембра 1933.